# O Retorno do Dragão - A Cidade Perdida
Flying Swords of Dragon Gate (Brasil: O Retorno do Dragão A Cidade Perdida ) e um filme de Ação de 2011 e dirigido por Tsui Hark e estrelado por Jet Li.

## Sinopse
O implacável general Zhao Huai'an (Jet Li) está tentando restaurar a ordem no reino e, para isso, segue á caça dos foragidos, incluindo o militar corrupto Yu Huatian (Chen Kun) que esta abrigado na pousada Dragon Inn. Com a aguardada hora da revelação do tesouro chegando e o general e seu exército cada vez mais perto, Dragon Gate tem tudo para ser o palco de um dos maiores combates da história.

## Elenco
- Jet Li como Zhao Huai'an
- Zhou Xun como Ling Yanqiu
- Chen Kun como Yu Huatian/ Lâmina do Vento
- Gwei Lun Mei como Zhang Xiao Wen/ Princesa Tribal
- Li Yuchun como Gu Shaotang
- Mavis Fan como Su Huirong
- Fan Siu Wong como Ma Jinliang
- Gordon Liu como Wan Yulou
- Sheng Chien como Tan Luzi

## Desenvolvimento
Este filme foi baseado na história de 1992 New Dragon Gate Inn, Tsui Hark disse que este filme não e um remake do antigo classico. Tsui Hark também trabalhou no roteiro, além de dirigir e produzir o filme, para garantir a originalidade da história. Antes de Jet Li assinar para fazer o papel de Zhang Huai'an, Tsui Hark teria oferecido o papel para Donnie Yen, mais ele recusou por que ele não queria fazer sequencias/remakes de filmes anteriores que ele já tinha trabalhado.

## Ligações Externas
O Retorno do Dragão - A Cidade Perdida. no IMDb. 